# Municipio de Allen (condado de Kingman)
El municipio de Allen (en inglés: Allen Township) es un municipio ubicado en el condado de Kingman en el estado estadounidense de Kansas. En el año 2010 tenía una población de 84 habitantes y una densidad poblacional de 0,88 personas por km².

## Geografía
El municipio de Allen se encuentra ubicado en las coordenadas 37°31′9″N 97°52′16″O / 37.51917, -97.87111. Según la Oficina del Censo de los Estados Unidos, el municipio tiene una superficie total de 95.11 km², de la cual 94,49 km² corresponden a tierra firme y (0,65 %) 0,62 km² es agua.

## Demografía
Según el censo de 2010, había 84 personas residiendo en el municipio de Allen. La densidad de población era de 0,88 hab./km². De los 84 habitantes, el municipio de Allen estaba compuesto por el 96,43 % blancos, el 1,19 % eran de otras razas y el 2,38 % eran de una mezcla de razas. Del total de la población el 3,57 % eran hispanos o latinos de cualquier raza.